# وكالة أنباء
وكالة الأنباء هي مؤسسة تقدم خدمة إخبارية حيث تعني بتجميع الأخبار وتغطية الأحداث بالصورة والكلمة والصوت. وتقوم بتوفير خدماتها الإخبارية إلى مختلف المؤسسات الإعلامية كالإذاعة والتلفزيون والصحف والشبكة العنكبوتية.
جذورها ليست حديثة بل تعود إلى الفينيقيين فقد كانوا يستخدمونها في التجارة ويبيعون المعلومات إلى التجار الصغار، واستمر الطابع التجاري حتى بعد اختراع الطباعة في 1438

## تاريخ
كانت الأخبار تتناقل بشكل عفوي في الازمان الفائتة، مثلاً على شكل شعر عند العرب. تأسست أول وكالة أنباء في العالم بشكل رسمي في باريس سنة 1835، واطلق عليها اسم «هافاس» نسبة إلى مؤسسها «شارل لويس هافاس» والتي أصبحت فيما بعد فرانس برس (وكالة الأنباء الفرنسية) التي تعد حالياً واحدة من أهم الوكالات العالمية رفقة رويترز البريطانية واسوشيتد برس الأمريكية.
من بين الوكالات أيضا نجد يونايتد برس انترناشيونال التي تأسست في عام 1907 في الولايات المتحدة الأمريكية على يد «ادوارد سكريبس» وهذا لتغطية المنطقة الغربية من الولايات المتحدة الأمريكية
كذلك نجد وكالة «وولف» الألمانية والذي كان موظف لدى «هافاس»، انشئت في سنة 1849 وكانت من بين الوكالات الرائدة في العالم بسبب نفوذ ألمانيا، في 1934 تمت إعادة هيكلتها ولم يعد لها تأثير وتحول اسمها إلى وكالة الانباء الألمانية في 1949
ومن بين الوكالات «تاس» السوفييتية تاسست سنة 1925 وتراجعت مع انهيار الاتحاد السوفياتي
تقوم الوكالة بالتعاقد مع هذه المؤسسات سنوياً مقابل مبلغ مالي يتفق عليه. وتتعهد الوكالة بتوصيل الأخبار عبر مختلف الوسائل، كالسواتل الفضائية وضمن قنوات خاصة تمر عبر الشبكة العنكبوتية.